# Alexius Obabu Makozi
Alexius Obabu Makozi (* 15. Februar 1932 in Okene; † 16. Januar 2016) war ein nigerianischer Geistlicher und römisch-katholischer Bischof von Port Harcourt.

## Leben
Alexius Obabu Makozi empfing am 6. Januar 1961 die Priesterweihe für die Apostolische Präfektur Kabba.
Papst Paul VI. ernannte ihn am 20. Februar 1971 zum Weihbischof im Bistum Lokoja und zum Titularbischof von Fallaba. Die Bischofsweihe spendete ihm der Erzbischof von Lagos, John Kwao Amuzu Aggey, am 30. Mai desselben Jahres in seinem Geburtsort; Mitkonsekratoren waren Auguste Delisle CSSp, Bischof von Lokoja, und Dominic Ignatius Ekandem, Bischof von Ikot Ekpene.
Am 30. Juli 1972 wurde er zum Bischof von Lokoja ernannt. Papst Johannes Paul II. ernannte ihn am 31. August 1991 zum Bischof von Port Harcourt. Am 4. Mai 2009 nahm Papst Benedikt XVI. seinen altersbedingten Rücktritt an.